# Clément Turpin
Clément Louis Jean Turpin (Oullins, 16 mei 1982) is een Frans voetbalscheidsrechter. Hij is in dienst van FIFA en UEFA sinds 2010. Ook leidt hij sinds 2008 wedstrijden in de Ligue 1.
Op 23 mei 2009 leidde Turpin zijn eerste wedstrijd in de Franse nationale competitie. Tijdens het duel tussen OGC Nice en Toulouse (0–2 voor de bezoekers) trok de leidsman viermaal de gele kaart. In Europees verband debuteerde hij tijdens een wedstrijd tussen Cibalia Vinkovci en Cliftonville in de voorronde van de UEFA Europa League; het eindigde in 0–0 en Turpin trok driemaal een gele kaart. Zijn eerste interland floot hij op 2 september 2011, toen Turkije met 2–1 won van Kazachstan. Vier spelers ontvingen een gele kaart en in de blessuretijd zond Turpin de Turkse middenvelder Selçuk İnan weg met een rode kaart.
Tijdens de wedstrijd tussen Feyenoord en AS Roma in de zestiende finale van de UEFA Europa League op 26 februari 2015 was Turpin de scheidsrechter. In de tweede helft gaf hij Feyenoorders Mitchell te Vrede en reservekeeper Erwin Mulder een rode kaart. Ook voelde de Fransman zich genoodzaakt de wedstrijd circa een kwartier te staken omdat supporters van de thuisclub diverse voorwerpen op het veld gooiden. Onder meer coach Fred Rutten en aanvoerder Jordy Clasie van Feyenoord maakten na afloop van de met 1–2 verloren wedstrijd hun ongenoegen kenbaar over de arbitrage.
In december 2015 werd Turpin aangewezen als een van de scheidsrechters voor het EK 2016 in eigen land. Twee jaar later was hij opnieuw actief op een eindtoernooi, toen hij werd opgenomen op de lijst voor het WK 2018. Ook voor het een jaar uitgestelde EK 2020 werd hij opgeroepen als scheidsrechter. Nog voor dat toernooi mocht Turpin de finale van de UEFA Europa League tussen Villarreal en Manchester United leiden. In mei 2022 werd hij gekozen als een van de scheidsrechters die actief zouden zijn op het WK 2022 in Qatar. Tijdens dit toernooi leidde hij drie wedstrijden. In april 2024 werd hij opgenomen op de lijst van scheidsrechters voor het EK 2024 in Duitsland. Tijdens het toernooi floot hij twee groepswedstrijden en een kwartfinale.

## Interlands
| Datum             | Plaats                     | Wedstrijd                    | Uitslag            | Competitie             | Kreeg geel | Kreeg voor de tweede keer geel en dus rood | Weggestuurd |
| ----------------- | -------------------------- | ---------------------------- | ------------------ | ---------------------- | ---------- | ------------------------------------------ | ----------- |
| 2 september 2011  | Istanbul, Turkije          | Turkije – Kazachstan         | 2 – 1              | EK 2012 kwalificatie   | 5          | 0                                          | 1           |
| 25 mei 2012       | Brussel, België            | België – Montenegro          | 2 – 2              | Vriendschappelijk      | 3          | 0                                          | 0           |
| 15 augustus 2012  | Differdange, Luxemburg     | Luxemburg – Georgië          | 1 – 2              | Vriendschappelijk      | 2          | 0                                          | 1           |
| 12 oktober 2012   | Chisinau, Moldavië         | Moldavië – Oekraïne          | 0 – 0              | WK 2014 kwalificatie   | 3          | 0                                          | 0           |
| 6 februari 2013   | Aberdeen, Schotland        | Schotland – Estland          | 1 – 0              | Vriendschappelijk      | 3          | 0                                          | 0           |
| 14 november 2014  | Boedapest, Hongarije       | Hongarije – Finland          | 1 – 0              | EK 2016 kwalificatie   | 1          | 0                                          | 0           |
| 29 maart 2015     | Tbilisi, Georgië           | Georgië – Duitsland          | 0 – 2              | EK 2016 kwalificatie   | 4          | 0                                          | 0           |
| 10 oktober 2015   | Astana, Kazachstan         | Kazachstan – Nederland       | 1 – 2              | EK 2016 kwalificatie   | 4          | 0                                          | 0           |
| 17 november 2015  | Rostov, Rusland            | Rusland – Kroatië            | 1 – 3              | Vriendschappelijk      | 2          | 0                                          | 0           |
| 14 juni 2016      | Bordeaux, Frankrijk        | Oostenrijk – Hongarije       | 0 – 2              | EK 2016                | 2          | 1                                          | 0           |
| 21 juni 2016      | Parijs, Frankrijk          | Noord-Ierland – Duitsland    | 0 – 1              | EK 2016                | 0          | 0                                          | 0           |
| 5 augustus 2016   | Manaus, Brazilië           | Nigeria – Japan              | 5 – 4              | Olympische Spelen 2016 | 1          | 0                                          | 0           |
| 10 augustus 2016  | Brasilia, Brazilië         | Zuid-Korea – Mexico          | 1 – 0              | Olympische Spelen 2016 | 6          | 0                                          | 1           |
| 5 september 2016  | Kiev, Oekraïne             | Oekraïne – IJsland           | 1 – 1              | WK 2018 kwalificatie   | 3          | 0                                          | 0           |
| 11 november 2016  | Belfast, Noord-Ierland     | Noord-Ierland – Azerbeidzjan | 4 – 0              | WK 2018 kwalificatie   | 4          | 0                                          | 0           |
| 28 maart 2017     | Funchal, Portugal          | Portugal – Zweden            | 2 – 3              | Vriendschappelijk      | 0          | 0                                          | 0           |
| 7 juni 2017       | Nice, Frankrijk            | Italië – Uruguay             | 3 – 0              | Vriendschappelijk      | 3          | 0                                          | 0           |
| 4 september 2017  | Londen, Engeland           | Engeland – Slowakije         | 2 – 1              | WK 2018 kwalificatie   | 2          | 0                                          | 0           |
| 15 november 2017  | Lima, Peru                 | Peru – Nieuw-Zeeland         | 2 – 0              | WK 2018 kwalificatie   | 4          | 0                                          | 0           |
| 20 juni 2018      | Rostov aan de Don, Rusland | Uruguay – Saoedi-Arabië      | 1 – 0              | WK 2018                | 0          | 0                                          | 0           |
| 27 juni 2018      | Nizjni Novgorod, Rusland   | Zwitserland – Costa Rica     | 2 – 2              | WK 2018                | 6          | 0                                          | 0           |
| 6 september 2018  | Cardiff, Wales             | Wales – Ierland              | 4 – 1              | Nations League 2018/19 | 1          | 0                                          | 0           |
| 11 september 2018 | Leicester, Engeland        | Engeland – Zwitserland       | 1 – 0              | Vriendschappelijk      | 2          | 0                                          | 0           |
| 22 maart 2019     | Lissabon, Portugal         | Portugal – Oekraïne          | 0 – 0              | EK 2020 kwalificatie   | 1          | 0                                          | 0           |
| 6 juni 2019       | Guimarães, Portugal        | Nederland – Engeland         | 3 – 1              | Nations League 2018/19 | 4          | 0                                          | 0           |
| 9 oktober 2019    | Dortmund, Duitsland        | Duitsland – Argentinië       | 2 – 2              | Vriendschappelijk      | 4          | 0                                          | 0           |
| 15 oktober 2019   | Solna, Zweden              | Zweden – Spanje              | 1 – 1              | EK 2020 kwalificatie   | 6          | 0                                          | 0           |
| 16 november 2019  | Rijeka, Kroatië            | Kroatië – Slowakije          | 3 – 1              | EK 2020 kwalificatie   | 4          | 1                                          | 0           |
| 8 oktober 2020    | Bratislava, Slowakije      | Slowakije – Ierland          | 0 – 0              | EK 2020 kwalificatie   | 4          | 0                                          | 0           |
| 15 november 2020  | Reggio Emilia, Italië      | Italië – Polen               | 2 – 0              | Nations League 2020/21 | 2          | 1                                          | 0           |
| 28 maart 2021     | Boekarest, Roemenië        | Roemenië – Duitsland         | 0 – 1              | WK 2022 kwalificatie   | 2          | 0                                          | 0           |
| 12 juni 2021      | Bakoe, Azerbeidzjan        | Wales – Zwitserland          | 1 – 1              | EK 2020                | 3          | 0                                          | 0           |
| 21 juni 2021      | Kopenhagen, Denemarken     | Rusland – Denemarken         | 1 – 4              | EK 2020                | 3          | 0                                          | 0           |
| 7 september 2021  | Split, Kroatië             | Kroatië – Slovenië           | 3 – 0              | WK 2022 kwalificatie   | 1          | 0                                          | 0           |
| 12 oktober 2021   | Tirana, Albanië            | Albanië – Polen              | 0 – 1              | WK 2022 kwalificatie   | 6          | 0                                          | 0           |
| 16 november 2021  | Rotterdam, Nederland       | Nederland – Noorwegen        | 2 – 0              | WK 2022 kwalificatie   | 3          | 0                                          | 0           |
| 24 maart 2022     | Palermo, Italië            | Italië – Noord-Macedonië     | 0 – 1              | WK 2022 kwalificatie   | 1          | 0                                          | 0           |
| 14 juni 2022      | Wolverhampton, Engeland    | Engeland – Hongarije         | 0 – 4              | Nations League 2022/23 | 1          | 1                                          | 0           |
| 24 september 2022 | Zaragoza, Spanje           | Spanje – Zwitserland         | 1 – 2              | Nations League 2022/23 | 0          | 0                                          | 0           |
| 24 november 2022  | Ar Rayyan, Qatar           | Uruguay – Zuid-Korea         | 0 – 0              | WK 2022                | 2          | 0                                          | 0           |
| 29 november 2022  | Ar Rayyan, Qatar           | Ecuador – Senegal            | 1 – 2              | WK 2022                | 1          | 0                                          | 0           |
| 5 december 2022   | Doha, Qatar                | Brazilië – Zuid-Korea        | 4 – 1              | WK 2022                | 1          | 0                                          | 0           |
| 27 maart 2023     | Podgorica, Montenegro      | Montenegro – Servië          | 0 – 2              | EK 2024 kwalificatie   | 2          | 0                                          | 0           |
| 11 september 2023 | Jerevan, Armenië           | Armenië – Kroatië            | 0 – 1              | EK 2024 kwalificatie   | 2          | 0                                          | 0           |
| 17 oktober 2023   | Londen, Engeland           | Engeland – Italië            | 3 – 1              | EK 2024 kwalificatie   | 4          | 0                                          | 0           |
| 26 maart 2024     | Wrocław, Polen             | Oekraïne – IJsland           | 2 – 1              | EK 2024 kwalificatie   | 5          | 0                                          | 0           |
| 14 juni 2024      | München, Duitsland         | Duitsland - Schotland        | 5 – 1              | EK 2024                | 3          | 0                                          | 1           |
| 25 juni 2024      | Keulen, Duitsland          | Engeland - Slovenië          | 0 – 0              | EK 2024                | 5          | 0                                          | 0           |
| 6 juli 2024       | Berlijn, Duitsland         | Nederland - Turkije          | 2 – 1              | EK 2024                | 6          | 0                                          | 1           |
| 7 september 2024  | Düsseldorf, Duitsland      | Duitsland – Hongarije        | 5 – 0              | Nations League 2024/25 | 1          | 0                                          | 0           |
| 15 november 2024  | Zürich, Zwitserland        | Zwitserland – Servië         | 1 – 1              | Nations League 2024/25 | 5          | 0                                          | 0           |
| 23 maart 2025     | Valencia, Spanje           | Spanje – Nederland           | 3 – 3 (5 – 4 n.s.) | Nations League 2024/25 | 3          | 0                                          | 0           |

Laatst bijgewerkt op 27 maart 2025.